# رحيم حميد
رحيم حميد لاعب كرة قدم عراقي سابق، ومدرب كرة قدم حالي.
و قد لعب مع منتخب العراق لكرة القدم ونادي الجيش العراقي.و نادي الطلبة العراقي من مواليد عام 1960.
محاضر اسيوي معتمد من الاتحاد الاسيوي لكرة القدم لعام 2014
وحصل على لقب هداف الدوري ثلاث مرات
مثل المنتخب العراقي في مونديال المكسيك 1986
حصل على شرف تواجد بالملاك التدريبي (مساعد مدرب) في الحصول على كاس اسيا 2007
درب العديد من الاندية في دوري النخبة العراقي (الشرطة 2008-2010) - (الميناء 2012-2013) - (الصناعة 2013-2014)- أشرف على تدريب فريق شباب برج منايل في الجزائر موسم 1999/2000

## كأس الخليج 1986
و قد سجل ثلاثية في مرمى منتخب عمان لكرة القدم.

## مسيرته التدريبية
و قد درب منتخب العراق لكرة القدم في كأس الخليج 2007، وكان مساعد مدرب منتخب العراق لكرة القدم جورفان فييرا في كأس آسيا 2007 التي فازوا فيها، وقد درب نادي الذيد الإماراتي ونادي أربيل العراقي ونادي الشرطة العراقي ونادي الميناء العراقي ونادي الصناعة العراقي ويدرب الآن منتخب العراق

## روابط خارجية
- رحيم حميد على موقع الاتحاد الدولي (مؤرشف)  (الإنجليزية)
- رحيم حميد على موقع قاعدة بيانات كرة القدم.إي يو (الإنجليزية)
- رحيم حميد على موقع ناشيونال فوتبول تيمز (الإنجليزية)
- رحيم حميد على موقع Soccerway.com (الإنجليزية)
- رحيم حميد على موقع كووورة
- رحيم حميد على موقع أوليمبيديا (الإنجليزية)